# Jorge Machado
Jorge de Sá Machado (Lisboa, 16 de agosto de 1927 — 29 de julho de 2006 (78 anos)) foi um pianista e maestro português.

## Biografia
Jorge Machado nasceu a 16 de Agosto de 1927, em Lisboa.
Fez o curso de piano, violoncelo e composição no Conservatório Nacional de Lisboa, estudando com nomes como Lúcio Mendes, Artur Santos, Jorge Croner de Vasconcelos ou Isaura Lisboa.
Seguiu-se um período em que colaborou com o Grupo Coral "Stela Vitae", em 1949, e como violoncelista participou, em 1951, no concerto da Federação Internacional das Juventudes Musicais, dirigido pelo maestro Pedro de Freitas Branco.
Em 1953 abandonou Banda da Guarda Nacional Republicana e enveredou definitivamente pela música ligeira, criando em 1956 o Conjunto Jorge Machado. Seria através deste conjunto instrumental que receberia o Prémio Bordalo (1962), ou Óscar da Imprensa, entregue pela Casa da Imprensa em 1963, na categoria "Música Ligeira" que também distinguiu o conjunto vocal Trio Odemira, os cançonetistas Maria de Lurdes Resende e António Calvário, o compositor Nóbrega e Sousa, a Orquestra Ligeira da Emissora Nacional e a acordeonista Eugénia Lima.
Mantendo sempre a actividade profissional de pianista e maestro, ao longo da sua carreira, Jorge Machado também tocou em vários agrupamentos de colegas músicos, nomeadamente os conjuntos liderados por Mário Simões, Fernando Albuquerque ou Shegundo Galarza.
Como maestro podem-se destacar o seu trabalho na direcção musical de nomes como António Calvário, Simone de Oliveira ou Madalena Iglésias ou como director musical de programas da RTP e de muitos Festivais da Canção.
Jorge Machado também passou pelo teatro, estreando-se em 1974 ao escrever música para revista Até Parece Mentira, mantendo por estas lides durante vários anos.
Em 1996 formou o Coro da Universidade Lusófona.
Durante os últimos 40 anos da sua vida também tocou no Hotel Tivoli, em Lisboa, e, entre os seus últimos trabalhos, destaca-se a colaboração, como pianista, com o poeta, cantor e crítico literário Carlos Carranca e a participação iniciativas culturais do pelo Instituto Português da Juventude; consigo colaborou também o viola Durval Moreirinhas (1937-2017).
Foi casado com a compositora e harpista Clotilde Rosa até 1961. Casou pela segunda vez com a cantora Verónica.
Jorge Machado morreu em 29 de Julho de 2006, aos 78 anos, em Lisboa.